# Condado de Retamoso
El condado de Retamoso es un título nobiliario español, creado el 12 de diciembre de 1846 por la reina Isabel II de España, a favor de Juan Antonio Muñoz y Funes, caballero de la Orden de Santiago, administrador del Real Cortijo de San Isidro en Aranjuez. El concesionario era a la sazón suegro de la madre de dicha soberana, pues su hijo Agustín Fernando Muñoz y Sánchez, i duque de Riánsares, i marqués de San Agustín y i duque de Montmorot par de Francia (título no reconocido en España) había contraído matrimonio con la reina regente María Cristina, viuda y sobrina materna que fue del rey Fernando VII. El título de conde del Retamoso se concedió con el vizcondado previo de Sabiñán.

## Denominación
Su nombre hace referencia a la localidad de Retamoso, en la provincia de Toledo.

## Condes de Retamoso
|                        | Titular                         | Periodo                |
| Creación por Isabel II | Creación por Isabel II          | Creación por Isabel II |
| ---------------------- | ------------------------------- | ---------------------- |
| i                      | Juan Antonio Muñoz y Funes      | 1846-1849              |
| ii                     | José Antonio Muñoz y Sánchez    | 1849-1858              |
| iii                    | Pascual Muñoz y Domínguez       | 1858-                  |
| iv                     | José Muñoz y García-Luz         |                        |
| v                      | Alfonso Muñoz y Gonzáñez-Dueñas |                        |
| vi                     | Patricia Bertrán de Lis y Pidal | -1992                  |
| vii                    | Álvaro Marañón y Bertrán de Lis | 1992-actual titular    |

## Historia de los condes de Retamoso
- Juan Antonio Muñoz y Funes, i vizconde de Sabiñán y luego i conde de Retamoso, caballero de la Orden de Santiago, administrador del Real Cortijo de San Isidro en Aranjuez.

1. Casó con Eusebia Sánchez y Ortega. Le sucedió su hijo:

- José Antonio Muñoz y Sánchez, ii conde de Retamoso, senador del Reino, gentilhombre de cámara con ejercicio de la reina, administrador del Real Cortijo de San Isidro en Aranjuez.

1. Casó con Anastasia Josefa Domínguez y Muñoz. Le sucedió su hijo:

- Pascual Muñoz y Domínguez, iii conde de Retamoso, caballero de la Orden de San Juan.

1. Casó con Josefa García-Luz y Casado de Torres. Le sucedió su hijo:

- José Muñoz y García-Luz, iv conde de Retamoso.

1. Casó con Carlota González-Dueñas y Carranza. Le sucedió su hijo:

- Alfonso Muñoz y González-Dueñas, v conde de Retamoso. Le sucedió la hija de su prima segunda:

- Patricia Bertrán de Lis y Pidal, vi condesa de Retamoso (1911-2006), hija de Vicente Bertrán de Lis y Gurowski, ii marqués de Bondad Real, y de su esposa María de la Concepción Pidal y Chico de Guzmán (hermana de Santa Maravillas de Jesús), nieta materna de Luis Pidal y Mon, ii marqués de Pidal, y de su esposa Cristina Chico de Guzmán y Muñoz y bisnieta de Alfonso Chico de Guzmán y Belmonte, caballero de la Orden de Santiago y abogado, y de su esposa Patricia Muñoz y Domínguez, hermana del iii conde de Retamoso.

1. Casó con Gregorio Marañón Moya, i marqués de Marañón. Le sucedió su hijo:

- Álvaro Marañón y Bertrán de Lis, vii conde de Retamoso.